# Ferenczi István (régész)
Ferenczi István (Kolozsvár, 1921. április 15. – Kolozsvár, 2000. május 8.) magyar régész. Ferenczi Sándor fia, Ferenczi Géza bátyja.

## Életútja
A kolozsvári református kollégium elvégzése után a kolozsvári egyetemen nyert történelem-földrajz szakos tanári képesítést. László Gyula mellett volt tanársegéd a kolozsvári egyetemen, majd a Kolozsvári Történeti Intézetben dolgozott, 1963-tól a Kolozsvári Történeti Múzeum osztályvezetője. Első írása a Székelységben jelent meg (1939), szakmunkásságának eredményeit az Erdélyi Múzeum hasábjain kezdte közzétenni (1941-43). Kutatásairól magyar, román, német, olasz, angol, francia folyóiratokban számolt be, az Acta Musei Napocensis, Apulum, Crisia, Dacia, Tibiscus, Sargetia helytörténeti folyóiratok, a Fasti Archaeologici, Revista Muzeelor și Monumentelor munkatársa; különösen Kolozs megye, a Csíki-medence, a Nagy-Küküllő, Homoród völgye és Hunyad megye régészeti feltárásában s a limeskutatásban szerzett tudományos érdemeket. A tihói római táborról szóló tanulmányát a Kelemen Lajos-emlékkönyv-ben (1957) közölte.
Szerkesztésében jelent meg Julius E. Lips A dolgok eredete c. munkájának magyar fordítása (1958). Népszerűsítő cikkeit közölte az Igazság, a Művelődés. A László király korabeli védvonalra vonatkozó megállapításait öccsével együtt a Korunkban hozta nyilvánosságra (Székelyföldi gyepűk, 1972/2). Bögöz községnek és nevének eredetével a Székelykeresztúri Múzeum emlékkönyvében (1974) foglalkozott, s öccsével közösen írt átfogó tanulmányt a magyar rovásírásos emlékekről (Művelődéstörténeti tanulmányok, 1979).

## Kötetei (válogatás)
- Régészeti megfigyelések a Limes Dacicus északnyugati szakaszán (Kolozsvár, 1941. Ser. Erdélyi Tudományos Füzetek (ETF) 129.);
- Csíkkarcfalvi régiségek (ETF 165. Kolozsvár, 1943);
- Micia (Oct. Floca és L. Mărghitan társszerzőkkel, román nyelven, Déva 1970).
- Sóvidéki várainkról. (Korond, 1994. Ser. Hazanéző könyvek 5.)
- Adatok a nagyfejedelemség kori kelet-magyarországi védelmi rendszer ismeretéhez. (Székelyudvarhely, 2000)
- Adatok Északkelet-Erdély középkor-kezdeti magyar települési képéhez / Ferenczi István ; ... gond. és közzéteszi Ferenczi Géza és Hubbes Éva. Székelyudvarhely, 2003.

## Társasági tagság
- Az (újonnan indult) Erdélyi Múzeum-Egyesület alapító tagja
- A kolozsvári Kelemen Lajos Műemlékvédő Társaság alapító tagja
- Zürichi Magyar Történelmi Egyesület alapító tagja
- Romániai Ókortudományi Társaságnak rendes tagja
- A baróti Gaál Mózes Közművelődési Egylet rendes tagja

## Díjak, elismerések
- Érdemes muzeológus (1993)[2]
- A Pécsi Tudományegyetem díszdoktora (1996)

## Külső hivatkozások
- Ferenczi Géza és Hubbes Éva: DR. S.C. et H.C. Ferenczi István bibliográfiája, róla szóló irodalom, önéletírásai (1939-2006)
- Vincze Zoltán: Régészsors Erdélyben, Erdélyi Múzeum, 62. kötet, 2000. 3-4.füzet